# Partido Democrático Indonesio-Lucha
El Partido Democrático Indonesio-Lucha o Partido Democrático Indonesio de la Lucha (en indonesio: Partai Demokrasi Indonesia Perjuangan) conocido por sus silgas PDI-P es un partido político de Indonesia de tendencia liberal y socialdemócrata fundado el 30 de julio de 1998, al inicio de la transición democrática que expulsó del poder al líder Suharto. Es el partido del actual Presidente de Indonesia, Joko Widodo, y una de las principales fuerzas políticas del país, junto con el Partido Democrático, y Golkar.
Fue fundado por Megawati Soekarnoputri, primera Presidenta mujer de Indonesia entre 2001 y 2004, e hija de Sukarno, primer Presidente de Indonesia. Megawati fue forzada a abandonar el liderazgo del antiguo Partido Democrático Indonesio por el gobierno autoritario de Suharto en 1996. Tras la caída del régimen en 1998, y el levantamiento de las restricciones a los partidos opositores, Megawati fundó el PDI-P.
Considerado un partido de centroizquierda, al igual que todos los partidos políticos del país, se basa en la ideología nacional de la Pancasila, incorporando elementos propios del liberalismo y la socialdemocracia. Es miembro del Consejo Asiático de Demócratas y Liberales, y de la Alianza Progresista.

## Orígenes
En el Congreso Nacional de 1993, Megawati Soekarnoputri fue elegida presidenta del Partido Democrático Indonesio, uno de los tres partidos reconocidos por el régimen del Nuevo Orden de Suharto. Este resultado no fue reconocido por el gobierno, que continuó presionando por la elección de Budi Harjono, su candidato preferido para la presidencia. Un congreso especial se llevó a cabo por el Gobierno en el que se esperaba que eligiera a Harjono, pero Megawati una vez más salió victoriosa. Su posición se consolidó aún más cuando una Asamblea Nacional del PDI ratificó los resultados del congreso. En 1996, se realizó otro Congreso Nacional sin que se le permitiera a Megawati presentarse y se escogió a Suryadi como presidente del PDI, resultado que Megawati denunció como ilegítimo.
En la mañana del 27 de julio de 1996, Suryadi amenazó con retirar la Sede de la PDI en Yakarta. En el enfrentamiento que siguió, los partidarios de Megawati lograron aferrarse a la sede, pero la respuesta gubernamental reprimió profundamente el motín resultante. A pesar de ser derrocada como presidenta del partido, la popularidad de Megawati se disparó por este evento. En las elecciones fraudulentas de 1997, el grupo de Megawati, que apoyó al Partido Unido del Desarrollo, solo obtuvo el 3% de los votos. En 1998, sin embargo, Suharto dimitió ante la presión popular e internacional luego de la crisis económica asiática. Ese mismo año, Megawati declaró que su facción del PDI fundaría el Partido Democrático Indonesio-Lucha (PDI-P por sus siglas en indonesio).

## Políticas y programa del partido
Según su sitio web, el partido pretende lograr los objetivos y aspiraciones contenidas en el preámbulo de la Constitución de 1945 en la forma de una sociedad justa y próspera. Su meta final es lograr una Indonesia que sea socialmente justa, políticamente soberana y económicamente autosuficiente, y preservar el carácter y la cultura indonesia.
En el cuarto congreso del partido en 2015, el PDI-P emitió un comunicado de siete puntos titulado "Cuando exista una Gran Indonesia, el pueblo indonesio será plenamente independiente", en el que se comprometió a supervisar el programa del gobierno central y la garantía de que cumpla sus promesas de campaña, al tiempo que refuerza su posición como fuerza política y subrayando su apoyo a los pobres, y su lucha contra la pobreza estructural.

## Resultados electorales

### Presidenciales
| Elección | Candidato             | Compañero de fórmula     | 1º vuelta (Total de votos) | %      | Resultado   | 2º vuelta (Total de votos) | %      | Resultado   |
| -------- | --------------------- | ------------------------ | -------------------------- | ------ | ----------- | -------------------------- | ------ | ----------- |
| 2004     | Megawati Sukarnoputri | Hasyim Muzadi            | 31.569.104                 | 26.61% | Balotaje    | 44.990.704                 | 39.38% | Perdedor No |
| 2009     | Megawati Sukarnoputri | Prabowo Subianto         | 32.548.105                 | 26.79% | Perdedor No |                            |        |             |
| 2014     | Joko Widodo           | Jusuf Kalla              | 70.997.833                 | 53.15% | Electo Sí   |                            |        |             |
| 2019     | Joko Widodo           | Ma'ruf Amin              | 85,607,362                 | 55,50% | Electo Sí   |                            |        |             |
| 2024     | Ganjar Pranowo        | Mohammad Mahfud Mahmodin | 27,040,878                 | 16,47% | Perdedor No |                            |        |             |

### Legislativo
| Elección | Escaños | Votos      | %      | Resultado             | Líder                 |
| -------- | ------- | ---------- | ------ | --------------------- | --------------------- |
| 1999     | 153/462 | 35,689,073 | 33.74% | 153 escaños, Gobierno | Megawati Sukarnoputri |
| 2004     | 109/550 | 21,026,629 | 18.53% | 44 escaños, Oposición | Megawati Sukarnoputri |
| 2009     | 95/560  | 14,600,091 | 14.03% | 14 escaños, Oposición | Megawati Sukarnoputri |
| 2014     | 109/560 | 23,681,471 | 18.95% | 14 escaños, Gobierno  | Megawati Sukarnoputri |
| 2019     | 128/580 | 27,053,961 | 19,33% | 19 escaños, Gobierno  | Megawati Sukarnoputri |
| 2024     | 110/580 | 25,387,279 | 16,72% | 18 escaños            | Megawati Sukarnoputri |